# ليوبولد دروكير
ليوبولد دروكير (بالألمانية: Leopold Drucker)‏ هو لاعب كرة قدم نمساوي، ولد في 22 فبراير 1903 في فيينا في النمسا، وتوفي في 25 فبراير 1988 في نيويورك في الولايات المتحدة. لعب مع أولمبيك مارسيليا.